# Novo Selo (Kanjiža)
Pour les articles homonymes, voir Novo Selo.
Novo Selo (en serbe cyrillique : Ново Село ; en hongrois : Újfalu) est un village de Serbie situé dans la province autonome de Voïvodine. Il fait partie de la municipalité de Kanjiža dans le district du Banat septentrional. Au recensement de 2011, il comptait 157 habitants.

## Démographie

### Évolution historique de la population
| 1948 | 1953 | 1961 | 1971 | 1981 | 1991 | 2002 | 2011 |
| ---- | ---- | ---- | ---- | ---- | ---- | ---- | ---- |
| 435  | 429  | 390  | 332  | 300  | 336  | 211  | 157  |

|  |